# 사체유기죄
사체유기죄(死體遺棄罪)는 죽은 사람의 몸(시체)·뼈(유골)·머리카락(유발)이나 관(棺) 내에 장치한 물건을 유기함으로써 성립하는 범죄이다.
- 사체는 시체, 즉 죽은 사람의 몸을 가리키므로, 모체(母體) 안에서 죽은 후에 분만된 사산아(死産兒)의 몸은 사체유기죄의 사체에 해당하지 않는다.[2]
- 유기란 사회 통념상 인정되는 방법이나 절차를 거치지 않고 시체 등을 고의로 버린 것을 말한다.

## 조문
제161조(사체등의 영득)
①사체, 유골, 유발 또는 관내에 장치한 물건을 손괴, 유기, 은닉 또는 영득한 자는 7년 이하의 징역에 처한다.
②분묘를 발굴하여 전항의 죄를 범한 자는 10년 이하의 징역에 처한다.

제162조(미수범) 
전2조의 미수범은 처벌한다.

## 판례
- 비록 범행을 은폐할 목적으로 시신을 화장했다 할지라도 일반 화장 절차에 따라 장례 의례를 갖춘 경우라면 사자에 대한 종교적 감정을 침해하여 사체를 유기한 것으로 볼 수 없다.[3]
- 사체유기죄는 법률, 계약 또는 조리상 사체에 대한 장제 또는 감호할 의무가 있는 자가 이를 방치하거나 그 의무 없는 자가 그 장소적 이전을 하면서 종교적, 사회적 풍습에 따른 의례에 의하지 아니하고 이를 방치하는 경우에 성립하는 것이므로, 일반 화장 절차에 따라 피해자의 시신을 화장하여 일반의 장례 의례를 갖추었다면 비록 그것이 범행을 은폐할 목적으로 행해졌더라도 사자에 대한 종교적 감정을 침해하여 사체를 유기한 것이라고 할 수 없다.[4]
- 살인 등의 목적으로 사람을 살해한 자가 살해의 목적을 수행함에 있어 사후 사체의 발견이 불가능 또는 심히 곤란하게 하려는 의사로 인적이 드문 장소로 피해자를 유인하거나 실신한 피해자를 끌고 가서 그곳에서 살해하고 사체를 그대로 둔 채 도주한 경우에는 비록 결과적으로 사체의 발견이 현저하게 곤란을 받게 되는 사정이 있다 하더라도 살인죄 외에 별도로 사체은닉죄가 성립되지는 아니한다.[5]
- 사람을 살해한 자가 그 사체를 다른 장소로 옮겨 유기하였을 때에는 살인죄와 시체유기죄의 경합범이 성립한다[6].